# Presidenti dei Democratici 66
Questo è l'elenco dei presidenti dei Democratici 66.

## Elenco
| Presidente | Presidente                             | Mandato                              |
| ---------- | -------------------------------------- | ------------------------------------ |
|            | Hans van Mierlo (1931–2010)            | 14 ottobre 1966 – 16 febbraio 1967   |
|            | Derk Ringnalda (1924–2004)             | 16 febbraio 1967 – 18 novembre 1967  |
|            | Hans van Lookeren Campagne (1927–2005) | 18 novembre 1967 – 14 dicembre 1968  |
|            | Jan Beekmans (1927–2008)               | 14 dicembre 1968 – 7 novembre 1971   |
|            | Ruby van der Scheer-van Essen (1952)   | 7 novembre 1971 – 11 marzo 1973      |
|            | Jan ten Brink (1927–2006)              | 11 marzo 1973 – 6 novembre 1976      |
|            | Jan Glastra van Loon (1920–2001)       | 6 novembre 1976 – 27 ottobre 1979    |
|            | Henk Zeevalking (1922–2005)            | 27 ottobre 1979 – 11 settembre 1981  |
|            | Cees Spigt (1938–1986)                 | 11 settembre 1981 – 14 novembre 1981 |
|            | Jan van Berkom (1933)                  | 14 novembre 1981 – 30 ottobre 1982   |
|            | Jacob Kohnstamm (1949)                 | 30 ottobre 1982 – 20 maggio 1986     |
|            | Olga Scheltema-de Nie (1939-2023)      | 20 maggio 1986 – 1° novembre 1986    |
|            | Saskia de Steenwinkel (1940)           | 1° novembre 1986 – 29 ottobre 1988   |
|            | Michel Jager '(1944)                   | 29 ottobre 1988 – 3 novembre 1990    |
|            | Ries Jansen (1943)                     | 3 novembre 1990 – 28 novembre 1992   |
|            | Wim Vrijhoef (1952)                    | 28 novembre 1992 – 23 novembre 1996  |
|            | Tom Kok (1957)                         | 23 novembre 1996 – 20 novembre 1999  |
|            | Gerard Schouwì (1965)                  | 20 novembre 1999 – 16 novembre 2002  |
|            | Alexander Pechtold (1965)              | 16 novembre 2002 – 31 marzo 2005     |
|            | Jan Hoekema (1952)                     | 31 marzo 2005 – 21 maggio 2005       |
|            | Frank Dales (1957)                     | 21 maggio 2005 – 2 marzo 2007        |
|            | Gerard Schouw (1965)                   | 2 maart 2007 – 12 mei 2007           |
|            | Ingrid van Engelshoven (1966)          | 12 maggio 2007 – 9 marzo 2013        |
|            | Fleur Gräper (1974)                    | 9 marzo 2013 – 13 settembre 2015     |
|            | Letty Demmers-van der Geest (1952)     | 13 settembre 2015 – 6 ottobre 2018   |
|            | Anne-Marie Spierings (1976)            | 6 ottobre 2018 – 13 novembre 2021    |
|            | Victor Everhardt (1968)                | 13 novembre 2021 – 13 novembre 2024  |
|            | Alexandra van Huffelen (1968)          | 13 novembre 2024 – in carica         |